# Liste des cours d'eau de la Creuse

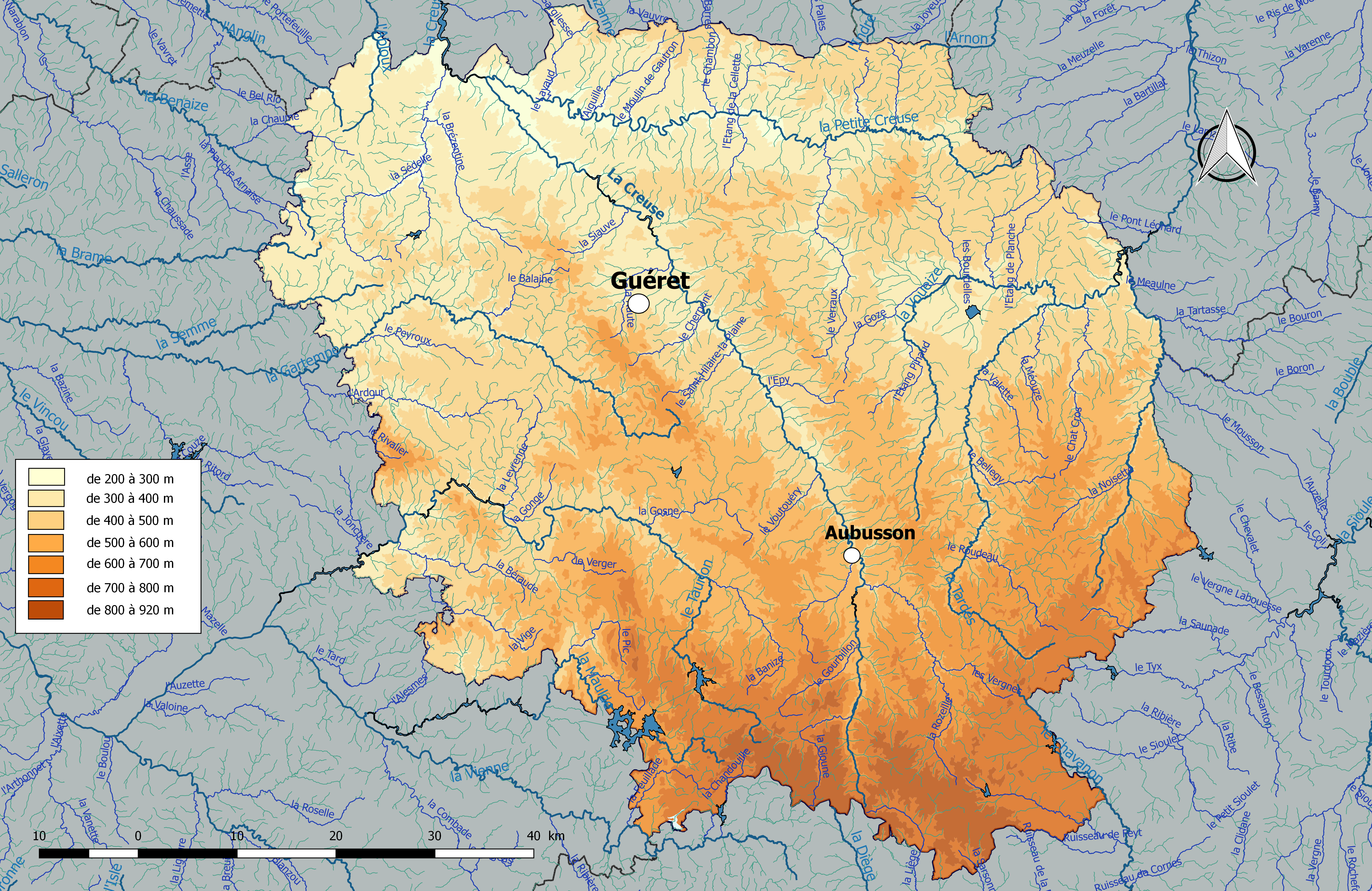
Carte du réseau hydrographique de la Creuse avec représentation du relief.

La liste des cours d'eau de la Creuse présente les principaux cours d'eau traversant pour tout ou partie le territoire du département français de la Creuse dans la région Nouvelle-Aquitaine.
Les cours d'eau sont ordonnés selon leur origine naturelle (fleuve, rivières ou ruisseaux) ou artificielle (canaux). Pour chacun d'entre eux sont précisés : sa classe, sa longueur totale, le cours d'eau dans lequel il se jette (confluence), le bassin collecteur auquel il appartient, le nombre de départements et de communes traversées et le nom des communes qu'il irrigue dans le département de la Creuse.

## Réseau hydrographique de la Creuse

### Bassins
Les bassins hydrographiques sont découpés dans le référentiel national BD Carthage en éléments de plus en plus fins, emboîtés selon quatre niveaux : régions hydrographiques, secteurs, sous-secteurs et zones hydrographiques. Le département est découpé en rois régions hydrographiques : « la Loire de sa source à la Vienne » et « la Loire de sa source à la Vienne » au sein du bassin Loire-Bretagne et la « Dordogne » au sein du bassin Adour-Garonne. 
Les secteurs et sous-secteurs peuvent être regroupés en huit grands bassins versants  :
- la Creuse (2 340 km2, 42 % département), avec dans la Creuse les sources de la Brézentine, de la Creuse, de la Petite Creuse, de la Rozeille, de la Sédelle et du Verraux ;
- l'Indre au nord (20 km2, < 1 % département), avec dans la Creuse, les sources de l'Indre et de la Vauvre ;
- l'Arnon au nord-est (7 km2, < 1 % département), avec dans la Creuse, la source de l'Arnon ;
- le Cher, à l'est (1 213 km2, 22 % département), avec dans la Creuse, les sources du Cher, de la Tardes et de la Voueize ;
- l'Allier, au sud-est (58 km2, 1 % département), avec dans la Creuse, les sources de la Saunade et du Sioulet.
- la Dordogne : au sud (181 km2, 3 % du département), avec dans la Creuse, les sources  du Chavanon, de la Liège, de la Méouzette et de la Sarsonne ;
- la Vienne : au sud-ouest (1 099 km2, 20 % département), avec dans la Creuse, la source du Thaurion ;
- la Gartempe : au nord-ouest (663 km2, 12 % département), avec dans la Creuse, les sources de l’Abloux, de l’Anglin, de l’Ardour, de la Benaize, de la Brame et de la Gartempe.

## Cours d'eau naturels

### Définition
Jusqu'en 2016, aucun texte législatif ne définissait la notion de cours d’eau. Ce n'est qu'avec la loi du 8 août 2016 pour la reconquête de la biodiversité, de la nature et des paysages que cette lacune est comblée. L'article 118 de cette loi insère un nouvel article L. 215-7-1 dans le code de l'environnement précisant que « constitue un cours d'eau un écoulement d'eaux courantes dans un lit naturel à l'origine, alimenté par une source et présentant un débit suffisant la majeure partie de l'année. L'écoulement peut ne pas être permanent compte tenu des conditions hydrologiques et géologiques locales. ». Ainsi les deux principaux critères retenus sont :
- la présence et la permanence d’un lit naturel à l’origine, ce qui distingue les cours d’eau (artificialisés ou non) des fossés et canaux creusés par la main de l’homme ;
- la permanence d’un débit suffisant une majeure partie de l’année, critère qui doit être évalué en fonction des conditions climatiques et hydrologiques locales.

La base de données Carthage est le référentiel du réseau hydrographique français. Cette base est réalisée à partir de la couche hydrographie de la base de données Carto enrichie par le ministère chargé de l'environnement et les agences de l'eau avec le découpage du territoire en zones hydrographiques d'une part et la codification de ces zones et du réseau hydrographique d'autre part. De cette base, il ressort que le réseau hydrographique de la Creuse comprend 85 cours d'eau permanents de longueur supérieure à 10 km et dont le cours est en partie ou en totalité dans le département de la Creuse.

### Cours d'eau permanents de longueur supérieure ou égale à 10 km
Le référentiel national hiérarchise le réseau en 7 classes selon l'importance décroissante des cours d'eau. Le tableau ci-après regroupe tous les cours d'eau irriguant pour tout ou partie du département et appartenant à l'une des classes 1 à 4. Pour chacune de ces classes les caractéristiques des cours d'eau sont les suivantes : 
- 1 : longueur supérieure à 100 km ou tout cours d’eau se jetant dans une embouchure logique[Note 1] et d'une longueur supérieure à 25 km ;
- 2 : longueur comprise entre 50 et 100 km ou tout cours d’eau se jetant dans une embouchure logique et d’une longueur supérieure à 10 km ;
- 3 : longueur comprise entre 25 et 50 km ;
- 4 : longueur comprise entre 10 et 25 km.

| Nom du cours d'eau      | Classe | Longueur totale en km | Confluence       | Bassin collecteur | Départements irrigués          | Communes irriguées | Communes irriguées | Communes irriguées |
| Nom du cours d'eau      | Classe | Longueur totale en km | Confluence       | Bassin collecteur | Départements irrigués          | Nb total           | Nb ds le dép.      | Communes du département |
| ----------------------- | ------ | --------------------- | ---------------- | ----------------- | ------------------------------ | ------------------ | ------------------ | --- |
| Abloux                  | 2      | 49,7                  | l'Anglin         | la Loire          | 2 (23, 36)                     | 12                 | 3                  | Azerables, Bazelat, Saint-Sébastien. |
| Aiguille                | 4      | 13,5                  | la Petite Creuse | la Loire          | 1 (23)                         | 4                  | 4                  | Chéniers, La Forêt-du-Temple, Lourdoueix-Saint-Pierre, Mortroux. |
| Alesmes                 | 4      | 12,7                  | la Maulde        | la Loire          | 2 (23, 87)                     | 4                  | 1                  | Auriat. |
| Anglin                  | 2      | 91,4                  | l'Anglin         | la Loire          | 3 (23, 36, 86)                 | 17                 | 1                  | Azerables. |
| Ardour                  | 3      | 33,5                  | la Gartempe      | la Loire          | 2 (23, 87)                     | 10                 | 7                  | Arrènes, Augères, Aulon, Ceyroux, Marsac, Mourioux-Vieilleville, Saint-Étienne-de-Fursac. |
| Arnon                   | 1      | 150,5                 | le Cher          | la Loire          | 4 (3, 18, 23, 36)              | 40                 | 2                  | Saint-Marien, Saint-Pierre-le-Bost. |
| Balaine                 | 4      | 13,7                  | la Gartempe      | la Loire          | 1 (23)                         | 2                  | 2                  | Le Grand-Bourg, Saint-Vaury. |
| Banize                  | 4      | 20,9                  | le Taurion       | la Loire          | 1 (23)                         | 4                  | 4                  | Banize, Gentioux-Pigerolles, La Nouaille, Vallière. |
| les Barres              | 4      | 12,5                  | la Vauvre        | la Loire          | 2 (23, 36)                     | 3                  | 1                  | Nouziers. |
| Bartillat               | 4      | 19,7                  | la Magieure      | la Loire          | 2 (3, 23)                      | 5                  | 1                  | Nouhant. |
| Beauze                  | 4      | 16,6                  | la Creuse        | la Loire          | 1 (23)                         | 5                  | 5                  | Aubusson, La Nouaille, Saint-Marc-à-Frongier, Saint-Quentin-la-Chabanne, Vallière. |
| Bellegy                 | 4      | 12,0                  | la Tardes        | la Loire          | 1 (23)                         | 7                  | 7                  | Arfeuille-Châtain, Bussière-Nouvelle, Champagnat, Lupersat, Mainsat, La Serre-Bussière-Vieille, Saint-Domet. |
| Benaize                 | 2      | 79,0                  | l'Anglin         | la Loire          | 4 (23, 36, 86, 87)             | 17                 | 2                  | La Souterraine, Vareilles. |
| Béraude                 | 4      | 15,0                  | la Vige          | la Loire          | 1 (23)                         | 6                  | 6                  | Bourganeuf, Montboucher, Saint-Amand-Jartoudeix, Saint-Junien-la-Bregère, Saint-Martin-Sainte-Catherine, Saint-Pierre-Chérignat. |
| Béroux                  | 4      | 10,3                  | la Petite Creuse | la Loire          | 1 (23)                         | 3                  | 3                  | Boussac, Boussac-Bourg, Saint-Marien. |
| les Bourdelles          | 4      | 12,6                  | la Voueize       | la Loire          | 1 (23)                         | 3                  | 3                  | Bord-Saint-Georges, Lavaufranche, Toulx-Sainte-Croix. |
| Brame                   | 2      | 60,4                  | la Gartempe      | la Loire          | 2 (23, 87)                     | 14                 | 2                  | La Souterraine, Saint-Maurice-la-Souterraine. |
| Brézentine              | 4      | 21,4                  | la Sédelle       | la Loire          | 1 (23)                         | 7                  | 7                  | Bussière-Dunoise, Colondannes, Dun-le-Palestel, Fleurat, Lafat, Naillat, Sagnat. |
| Cazine                  | 4      | 13,4                  | la Sédelle       | la Loire          | 1 (23)                         | 6                  | 6                  | Colondannes, Lizières, Naillat, Noth, Sagnat, Saint-Léger-Bridereix. |
| Chambon                 | 4      | 11,3                  | la Petite Creuse | la Loire          | 1 (23)                         | 3                  | 3                  | Genouillac, Moutier-Malcard, Nouziers. |
| Chandouille             | 4      | 12,9                  | la Vienne        | la Loire          | 2 (19, 23)                     | 4                  | 2                  | Faux-la-Montagne, Gentioux-Pigerolles. |
| Chat Cros               | 4      | 23,7                  | la Tardes        | la Loire          | 1 (23)                         | 7                  | 7                  | Arfeuille-Châtain, Chambon-sur-Voueize, Évaux-les-Bains, Reterre, Rougnat, Sannat, Saint-Julien-la-Genête. |
| Chaume                  | 4      | 16,3                  | la Benaize       | la Loire          | 2 (23, 87)                     | 6                  | 3                  | Azerables, Saint-Agnant-de-Versillat, Vareilles. |
| Chavanon                | 2      | 54,2                  | la Dordogne      | la Dordogne       | 3 (19, 23, 63)                 | 18                 | 4                  | Basville, Crocq, Flayat, Saint-Merd-la-Breuille. |
| Cher                    | 1      | 365,5                 | la Loire         | la Loire          | 7 (3, 18, 23, 36, 37, 41, 63)  | 117                | 11                 | Auzances, Budelière, Chambonchard, Chard, Charron, Dontreix, Évaux-les-Bains, Fontanières, Les Mars, Mérinchal, Rougnat. |
| Cherpont                | 4      | 11,6                  | la Creuse        | la Loire          | 1 (23)                         | 3                  | 3                  | Guéret, Sainte-Feyre, Saint-Laurent. |
| Creuse                  | 1      | 263,6                 | la Vienne        | la Loire          | 4 (23, 36, 37, 86)             | 80                 | 33                 | Ahun, Ajain, Alleyrat, Anzême, Aubusson, Blessac, Le Bourg-d'Hem, La Celle-Dunoise, Champsanglard, Clairavaux, Cressat, Crozant, Croze, Felletin, Fransèches, Fresselines, Glénic, Jouillat, Maison-Feyne, Le Mas-d'Artige, Mazeirat, Moutier-d'Ahun, Moutier-Rozeille, Pionnat, Sainte-Feyre, Saint-Fiel, Saint-Laurent, Saint-Maixant, Saint-Martial-le-Mont, Saint-Médard-la-Rochette, Saint-Quentin-la-Chabanne, Saint-Sulpice-le-Dunois, Villard. |
| Épy                     | 4      | 10,4                  | la Creuse        | la Loire          | 1 (23)                         | 4                  | 4                  | Ahun, Cressat, Moutier-d'Ahun, Saint-Pardoux-les-Cards. |
| Étang de la Cellette    | 4      | 11,4                  | la Petite Creuse | la Loire          | 1 (23)                         | 3                  | 3                  | La Cellette, Genouillac, Tercillat. |
| Étang de Planche        | 4      | 14.0                  | la Voueize       | la Loire          | 2 (3, 23)                      | 4                  | 3                  | Lépaud, Lussat, Nouhant. |
| Étang Pinaud            | 4      | 12,9                  | la Voueize       | la Loire          | 1 (23)                         | 4                  | 4                  | Issoudun-Létrieix, Pierrefitte, Saint-Chabrais, Saint-Julien-le-Châtel. |
| Feuillade               | 4      | 14,7                  | la Vienne        | la Loire          | 2 (23, 87)                     | 4                  | 2                  | Faux-la-Montagne, La Villedieu. |
| Feyt                    | 4      | 15,9                  | la Méouzette     | la Dordogne       | 2 (19, 23)                     | 5                  | 1                  | Saint-Merd-la-Breuille. |
| Gargilesse              | 4      | 22,1                  | la Creuse        | la Loire          | 2 (23, 36)                     | 7                  | 1                  | Méasnes. |
| Gartempe                | 1      | 204,6                 | la Creuse        | la Loire          | 5 (23, 36, 37, 86, 87)         | 46                 | 15                 | La Chapelle-Taillefert, Gartempe, Le Grand-Bourg, Lépinas, Lizières, Maisonnisses, Peyrabout, Sardent, Saint-Christophe, Saint-Éloi, Saint-Étienne-de-Fursac, Saint-Pierre-de-Fursac, Saint-Priest-la-Feuille, Saint-Silvain-Montaigut, Saint-Victor-en-Marche. |
| Gioune                  | 4      | 16,9                  | la Creuse        | la Loire          | 1 (23)                         | 3                  | 3                  | Croze, Féniers, Gioux. |
| Gonge                   | 4      | 10,0                  | le Taurion       | la Loire          | 1 (23)                         | 4                  | 4                  | Bosmoreau-les-Mines, Janaillat, Masbaraud-Mérignat, Saint-Dizier-Leyrenne. |
| Gosne                   | 4      | 19,5                  | le Taurion       | la Loire          | 1 (23)                         | 4                  | 4                  | Saint-Georges-la-Pouge, Saint-Hilaire-le-Château, Saint-Michel-de-Veisse, Saint-Sulpice-les-Champs. |
| Gourbillon              | 4      | 15,4                  | la Creuse        | la Loire          | 1 (23)                         | 4                  | 4                  | Croze, Gioux, La Nouaille, Saint-Quentin-la-Chabanne. |
| Goze                    | 4      | 18,9                  | la Voueize       | la Loire          | 1 (23)                         | 3                  | 3                  | Gouzon, Saint-Dizier-la-Tour, Saint-Pardoux-les-Cards. |
| Isles                   | 4      | 10,0                  | la Creuse        | la Loire          | 1 (23)                         | 4                  | 4                  | Bussière-Dunoise, La Celle-Dunoise, Saint-Sulpice-le-Dunois, Saint-Vaury. |
| Lavaud                  | 4      | 11,8                  | la Petite Creuse | la Loire          | 1 (23)                         | 3                  | 3                  | Lourdoueix-Saint-Pierre, Méasnes, Nouzerolles. |
| Leyrenne                | 4      | 21,45                 | le Taurion       | la Loire          | 1 (23)                         | 6                  | 6                  | Sardent, Saint-Éloi, Augères, Azat-Châtenet, Janaillat, Saint-Dizier-Leyrenne. |
| Liège                   | 4      | 24,1                  | la Diège         | la Dordogne       | 2 (19, 23)                     | 5                  | 2                  | La Courtine, Le Mas-d'Artige. |
| Masgrangeas             | 4      | 10,7                  | la Maulde        | la Loire          | 1 (23)                         | 2                  | 2                  | Royère-de-Vassivière, Saint-Martin-Château. |
| Maulde                  | 2      | 68,6                  | la Vienne        | la Loire          | 2 (23, 87)                     | 12                 | 4                  | Faux-la-Montagne, Gentioux-Pigerolles, Royère-de-Vassivière, Saint-Martin-Château. |
| Meaulne                 | 4      | 10,2                  | le Cher          | la Loire          | 2 (3, 23)                      | 4                  | 1                  | Évaux-les-Bains. |
| Méouze                  | 4      | 16,3                  | la Tardes        | la Loire          | 1 (23)                         | 5                  | 5                  | Chambon-sur-Voueize, Mainsat, Sannat, Saint-Priest, Tardes. |
| Méouzette               | 4      | 23,9                  | le Chavanon      | la Dordogne       | 2 (19, 23)                     | 6                  | 4                  | Flayat, Malleret, Saint-Merd-la-Breuille, Saint-Oradoux-de-Chirouze. |
| Moulin de Gautron       | 4      | 12,7                  | la Petite Creuse | la Loire          | 1 (23)                         | 3                  | 3                  | Linard, Mortroux, Nouziers. |
| Mousson                 | 4      | 16,2                  | le Cher          | la Loire          | 2 (23, 63)                     | 7                  | 1                  | Évaux-les-Bains. |
| Naute                   | 4      | 13,9                  | la Creuse        | la Loire          | 1 (23)                         | 4                  | 4                  | Glénic, Guéret, Saint-Fiel, Saint-Sulpice-le-Guérétois. |
| Noisette                | 4      | 11,2                  | le Cher          | la Loire          | 1 (23)                         | 4                  | 4                  | Auzances, Le Compas, Les Mars, Sermur. |
| les Palles              | 4      | 15,5                  | l'Indre          | la Loire          | 2 (23, 36)                     | 6                  | 1                  | Bussière-Saint-Georges. |
| Pampeluze               | 4      | 17,6                  | le Cher          | la Loire          | 2 (23, 63)                     | 6                  | 2                  | Charron, Fontanières. |
| Petite Creuse           | 2      | 95,2                  | la Creuse        | la Loire          | 2 (3, 23)                      | 22                 | 21                 | Bétête, Bonnat, Boussac, Boussac-Bourg, Chambon-Sainte-Croix, Chéniers, Clugnat, Fresselines, Genouillac, Lavaufranche, Leyrat, Linard, Lourdoueix-Saint-Pierre, Malleret-Boussac, Malval, Moutier-Malcard, Nouhant, Nouzerolles, Soumans, Saint-Dizier-les-Domaines, Saint-Silvain-Bas-le-Roc. |
| Peyroux                 | 4      | 15,5                  | la Gartempe      | la Loire          | 1 (23)                         | 4                  | 4                  | Bénévent-l'Abbaye, Chamborand, Le Grand-Bourg, Saint-Étienne-de-Fursac. |
| Pic                     | 4      | 13,3                  | la Maulde        | la Loire          | 1 (23)                         | 4                  | 4                  | Royère-de-Vassivière, Saint-Martin-Château, Saint-Pardoux-Morterolles, Saint-Pierre-Bellevue. |
| Planche Arnaise         | 4      | 13,5                  | le Glevert       | la Loire          | 2 (23, 87)                     | 4                  | 2                  | La Souterraine, Saint-Maurice-la-Souterraine. |
| les Poiriers            | 4      | 10,3                  | la Petite Creuse | la Loire          | 1 (23)                         | 4                  | 4                  | Châtelus-Malvaleix, Genouillac, Roches, Saint-Dizier-les-Domaines. |
| Pont Léonard            | 4      | 11,9                  | le Cher          | la Loire          | 2 (3, 23)                      | 2                  | 1                  | Viersat. |
| Rivalier                | 4      | 18,4                  | l'Ardour         | la Loire          | 2 (23, 87)                     | 7                  | 2                  | Arrènes, Saint-Goussaud. |
| Rochette                | 4      | 10,1                  | la Petite Creuse | la Loire          | 1 (23)                         | 3                  | 3                  | Boussac-Bourg, Bussière-Saint-Georges, Malleret-Boussac. |
| Roudeau                 | 4      | 18,0                  | la Tardes        | la Loire          | 1 (23)                         | 5                  | 5                  | Mautes, Saint-Bard, Saint-Silvain-Bellegarde, La Villeneuve, La Villetelle. |
| Rozeille                | 3      | 34,2                  | la Creuse        | la Loire          | 1 (23)                         | 9                  | 9                  | Beissat, Magnat-l'Étrange, Moutier-Rozeille, Néoux, Pontcharraud, Sainte-Feyre-la-Montagne, Saint-Frion, Saint-Georges-Nigremont, Saint-Pardoux-le-Neuf. |
| Saint-Hilaire-la-Plaine | 4      | 11,4                  | la Creuse        | la Loire          | 1 (23)                         | 4                  | 4                  | Mazeirat, Peyrabout, Saint-Hilaire-la-Plaine, Saint-Yrieix-les-Bois. |
| Sarsonne                | 3      | 27,1                  | la Diège         | la Dordogne       | 2 (19, 23)                     | 7                  | 1                  | Saint-Martial-le-Vieux. |
| Saunade                 | 4      | 24,4                  | le Sioulet       | la Loire          | 2 (23, 63)                     | 7                  | 1                  | Mérinchal. |
| Sédelle                 | 3      | 37,6                  | la Creuse        | la Loire          | 1 (23)                         | 10                 | 10                 | La Chapelle-Baloue, Crozant, Lafat, Lizières, Sagnat, La Souterraine, Saint-Agnant-de-Versillat, Saint-Germain-Beaupré, Saint-Léger-Bridereix, Saint-Priest-la-Feuille. |
| Semme                   | 2      | 50,3                  | la Gartempe      | la Loire          | 2 (23, 87)                     | 10                 | 3                  | Saint-Maurice-la-Souterraine, Saint-Pierre-de-Fursac, Saint-Priest-la-Feuille. |
| Siauve                  | 4      | 10,4                  | la Creuse        | la Loire          | 1 (23)                         | 5                  | 5                  | Anzême, Bussière-Dunoise, Champsanglard, Saint-Sulpice-le-Guérétois, Saint-Vaury. |
| Signollet               | 4      | 10,5                  | la Goze          | la Loire          | 1 (23)                         | 4                  | 4                  | La Celle-sous-Gouzon, Gouzon, Saint-Silvain-sous-Toulx, Toulx-Sainte-Croix. |
| Tardes                  | 2      | 77,3                  | le Cher          | la Loire          | 1 (23)                         | 20                 | 20                 | Basville, Budelière, Chambon-sur-Voueize, Champagnat, Le Chauchet, Crocq, Évaux-les-Bains, Lupersat, Lussat, Peyrat-la-Nonière, La Serre-Bussière-Vieille, Saint-Avit-de-Tardes, Saint-Domet, Saint-Julien-le-Châtel, Saint-Oradoux-près-Crocq, Saint-Pardoux-d'Arnet, Saint-Priest, Saint-Silvain-Bellegarde, Tardes, La Villetelle. |
| Taurion                 | 1      | 107,5                 | la Vienne        | la Loire          | 2 (23, 87)                     | 29                 | 23                 | Banize, Bosmoreau-les-Mines, Bourganeuf, Châtelus-le-Marcheix, Chavanat, Gentioux-Pigerolles, Mansat-la-Courrière, Masbaraud-Mérignat, Le Monteil-au-Vicomte, La Nouaille, Pontarion, La Pouge, Royère-de-Vassivière, Soubrebost, Saint-Dizier-Leyrenne, Saint-Hilaire-le-Château, Saint-Marc-à-Loubaud, Saint-Martin-Sainte-Catherine, Saint-Pierre-Chérignat, Saint-Yrieix-la-Montagne, Thauron, Vallière, Vidaillat.                                |
| Tyx                     | 4      | 19,8                  | le Sioulet       | la Loire          | 2 (23, 63)                     | 5                  | 1                  | Basville. |
| Valette                 | 4      | 14,6                  | la Tardes        | la Loire          | 1 (23)                         | 4                  | 4                  | Le Chauchet, Mainsat, Saint-Priest, Tardes. |
| Vauvre                  | 3      | 38,8                  | l'Indre          | la Loire          | 2 (23, 36)                     | 9                  | 1                  | La Forêt-du-Temple. |
| Verger                  | 4      | 13,9                  | le Taurion       | la Loire          | 1 (23)                         | 5                  | 5                  | Bourganeuf, Faux-Mazuras, Mansat-la-Courrière, Soubrebost, Saint-Pardoux-Morterolles. |
| les Vergnes             | 4      | 11,5                  | la Rozeille      | la Loire          | 1 (23)                         | 5                  | 5                  | Crocq, Pontcharraud, Saint-Agnant-près-Crocq, Saint-Georges-Nigremont, Saint-Maurice-près-Crocq. |
| Verneigette             | 4      | 21,3                  | la Voueize       | la Loire          | 1 (23)                         | 4                  | 4                  | Auge, Lussat, Nouhant, Verneiges. |
| Verraux                 | 3      | 31,1                  | la Petite Creuse | la Loire          | 1 (23)                         | 6                  | 6                  | Clugnat, Cressat, Domeyrot, Gouzon, Parsac-Rimondeix, Saint-Dizier-la-Tour. |
| Vienne                  | 1      | 363,3                 | la Loire         | la Loire          | 7 (16, 19, 23, 37, 49, 86, 87) | 96                 | 1                  | Faux-la-Montagne. |
| Vige                    | 3      | 27,9                  | le Taurion       | la Loire          | 2 (23, 87)                     | 8                  | 6                  | Saint-Amand-Jartoudeix, Saint-Junien-la-Bregère, Saint-Martin-Sainte-Catherine, Saint-Moreil, Saint-Pierre-Chérignat, Saint-Priest-Palus. |
| Voueize                 | 2      | 53,6                  | la Tardes        | la Loire          | 1 (23)                         | 13                 | 13                 | Bord-Saint-Georges, Bosroger, Chambon-sur-Voueize, Champagnat, La Chaussade, Gouzon, Lépaud, Lussat, Peyrat-la-Nonière, Pierrefitte, Puy-Malsignat, Saint-Julien-le-Châtel, Saint-Loup. |
| Voutouéry               | 4      | 10,0                  | la Creuse        | la Loire          | 1 (23)                         | 4                  | 4                  | Ars, Saint-Avit-le-Pauvre, Saint-Médard-la-Rochette, Saint-Sulpice-les-Champs. |

## Hydrologie
Dans le département, la Banque Hydro a référencé plusieurs stations hydrologiques sur les cours d'eau suivants : 
- le Cher à Chambonchard[BH 1], Chambonchard (La Caborne)[BH 2] et à Chambonchard (R Droite aval pont Vieille éch)[BH 3] ;
- la Creuse à Ahun[BH 4], Aubusson[BH 5], Felletin[BH 6], Fresselines[BH 7] et à Glénic[BH 8] ;
- la Gartempe à Saint-Victor-en-Marche[BH 9] ;
- la Graulade à Saint-Silvain-Montaigut[BH 10] ;
- la Leyrenne à Saint-Dizier-Leyrenne[BH 11] ;
- la Maulde à Saint-Martin-Château (Moulin de l'Age)[BH 12] ;
- la Petite Creuse à Fresselines (Puy Rageaud)[BH 13] et à Genouillac[BH 14], Genouillac[BH 15] ;
- la Rozeille à Magnat-l'Étrange[BH 16] et à Moutier-Rozeille (Aubusson)[BH 17] ;
- la Sédelle à Crozant (Pont-Charraud)[BH 18] et à Lafat[BH 19] ;
- la Tardes à Chambon-sur-Voueize (Camping)[BH 20], Champagnat[BH 21] et Évaux-les-Bains[BH 22] ;
- le Taurion à Châtelus-le-Marcheix[BH 23], au Monteil-au-Vicomte (Pont-de-Chatain)[BH 24] et à Pontarion[BH 25] ;
- la Vige à Saint-Martin-Sainte-Catherine[BH 26] ;
- la Voueize à Gouzon[BH 27].

## Organisme de bassinou organisme gestionnaire
Suivant les principaux cours d'eau déjà énoncés, les organismes de bassin ou organismes gestionnaires sont EPIDOR pour la Dordogne et l'EPTB ou Établissement public territorial de bassin de la Loire.